# 反撞
反撞（はんどう）とは、馬術において馬の運動にともなって鞍を通じて騎手に伝わる馬の背骨の上下動のことである。
歩法によって動きの大きさや方向などが違ってくる。またその強さには個体差もある。
何もしなければ反撞の力によって騎手の体は跳ね上げられてしまう。
この反撞への対応の技術は馬術の初級段階から最後までにおいて重要である。
一流のオリンピック出場人馬においても座り・騎座の鍛錬は行われている。